# Црква Светог Николе (Милошевац)
Црква Светог Николе је српска православна црква која се налази у Милошевцу, у Републици Српској. Градња цркве је започета 1903. године а завршена 1906. Црква припада зворничкој-тузланској епархији. Црква је освештана у септембру 1906. године од стране тадашњег епископа Григорија Живковића. Парохијски дом је саграђен када и црква. Храм је био оштећен током Другог свјетског рата 1945. године, нарочито олтар. По завршетку рата, одмах се кренуло са реновирањем. Милошевац је 1965. године захватило невријеме – снажан циклон. Оштећени су многи домови а и храм, нарочито кров. Од 1985. године наставља се са реновирањем и уређењем храма, који је у грађанском рату 1992-1995. године значајно оштећен.